# Renate Götschl
Renate Götschl, född 6 augusti 1975 i Judenburg i Steiermark, är en österrikisk alpin skidåkare. Hon har tagit 3 VM-guld, 4 silver och 2 brons. På OS i Salt Lake City 2002 tog hon silver i kombination och brons i störtlopp.
Götschl var fanbärare för den österrikiska truppen till OS i Turin 2006.

## Karriär
Götschl gjorde sin världscupdebut 1993 och vann sin första seger 14 mars 1993 då hon vann slalom i Lillehammer, detta följdes av över 100 pallplatser i världscupen där hon vunnit i 4 av 5 discipliner. Den enda hon inte vunnit i är storslalom.
Götschl vann den totala världscupen 1999/2000, hon har dessutom vunnit fem världscuptitlar i störtlopp (1997, 1999, 2004, 2005 och 2007), 3 i Super-G (2000, 2004 och 2007) samt två i kombination (2000 och 2002)
Götschl har vunnit nio VM-medaljer varav tre guld. I komination 1997, störtlopp 1999 och i lagtävlingen 2007.
Den 10 januari 2007 blev hon 2:a i Super-G tävlingen i San Sicario och firade därmed sin 100:e pallplats i världscupen. Hon har totalt vunnit 46 segrar och är därmed femma genom tiderna på damsidan. Endast Annemarie Moser-Pröll, Vreni Schneider, Lindsey Vonn och Mikaela Shiffrin har vunnit fler.

## Meriter

### Världscupen
- 46 världscupsegrar
- Vinnare av totala världscupen 2000
- Vinnare av störtloppscupen 1997, 1999, 2004, 2005 och 2007
- Vinnare av Super G cupen 2000, 2004 och 2007

### VM
- 1997 guld i kombination
- 1999 guld i störtlopp
- 2007 guld i nationstävlingen
- 1999 silver i kombination
- 1999 silver i super G
- 2001 silver i kombination
- 2005 silver i nationstävlingen
- 2005 brons i störtlopp
- 2007 brons i super G

### OS
- 2002 silver i kombination
- 2002 brons i störtlopp